# 粟飯原秀
粟飯原 秀（あいはら ひいづ、1889年（明治22年）12月1日 - 1965年（昭和40年）8月18日）は、大日本帝国陸軍軍人。最終階級は陸軍少将。

## 経歴・人物
徳島県出身。1911年（明治44年）陸軍士官学校第23期卒業、陸軍歩兵少尉に任官。のち1916年（大正5年）陸軍大学校に入校し1919年（大正8年）同校第31期卒業。
印度駐箚武官を経て、1934年（昭和9年）陸軍歩兵大佐となり、翌年の1935年（昭和10年）には参謀本部附、歩兵第21連隊長となった。連隊長（第5師団、歩兵第21旅団）として支那事変に出征し、平型関の戦いにて苦戦した。
その後、1938年（昭和13年）陸軍少将・基隆要塞司令官を経て、翌年の1939年（昭和14年）予備役。
1947年（昭和22年）11月28日、公職追放仮指定を受けた。